# Ecdotica
L'ecdotica o critica testuale è una branca della filologia comprendente l'attività di ricerca e studio finalizzata a ricostruire l'integrità di un testo, ovvero a riportarlo il più vicino possibile alla sua forma originaria, quella voluta dall'autore. Il termine deriva dal greco ékdotos (edito): ecdotica è il termine usato dal filologo francese Henri Quentin (1872-1935). 
La critica testuale riguarda ogni tipo di testo, da quello letterario a quello musicale. 
Tale critica presuppone la conoscenza di altri campi del sapere, alcuni dei quali sono la storia, la letteratura, la lingua e la filosofia soggiacenti al testo. Nel caso di un testo letterario, scopo dell'ecdotica è quello di giungere alla pubblicazione del testo stesso, possibilmente nella forma di un'edizione critica.

## Storia
Nata nel periodo ellenistico con lo scopo del restauro dei testi, la critica testuale si impreziosì durante l'umanesimo del contributo di varie discipline, da quelle storiche a quelle giuridiche. Verso la fine dell'Ottocento, grazie ai progressi della filologia, della tecnica formale e dell'elaborazione di riferimenti e modelli razionali, assunse, ancora più consapevolmente, alla funzione di storico della tradizione del libro preso in esame.

## Fasi
Abitualmente, la ecdotica segue le seguenti fasi:
- ricognizione della tradizione, cioè l'inventario e il recupero di tutti i materiali utili per la ricostruzione del testo. La "tradizione", cioè l'insieme di tutti i testi tramandati (ognuno dei quali è detto "testimone" del testo originario), si suddivide in diretta, nel caso di stampe, manoscritti, bozze, e indiretta, in presenza di commenti, citazioni, imitazioni e traduzioni.
- collazione della tradizione diretta: si confrontano le varie lezioni, cioè le varianti di uno stesso testo presenti nei diversi testimoni. Ciò permette di suddividere i testimoni in famiglie derivate da uno stesso testo originale ormai perduto.
- definizione del cosiddetto stemma codicum o albero genealogico dei testimoni, che fornisce la rappresentazione dei vari stadi di modifica del testo avvenuta durante la trasmissione.
- eliminazione delle copie di cui sia disponibile il codice da cui sono state copiate (eliminatio codicum descriptorum).
- constitutio textus: si compone il testo tenendo conto dello stemma codicum. Il fine teoretico è arrivare quanto più vicini possibili all'archetipo della tradizione o, qualora possibile, all'originale.
- congettura/emendatio: tramite operazioni di tipo intuitivo e interpretativo, il filologo sana quegli eventuali punti del testo in cui l'intera tradizione è caduta in errore. A questo scopo si cerca di identificare la modalità con cui si è prodotto l'errore. Per esempio il principio della lectio difficilior stabilisce che è più verosimile che un testo semplice sia stato introdotto al posto di uno poco comprensibile anziché viceversa.